# Comuna Ulmi, Giurgiu
Ulmi (în trecut, Poenari și Poenari-Ulmi) este o comună în județul Giurgiu, Muntenia, România, formată din satele Căscioarele, Drăgăneasca, Ghionea, Icoana, Moșteni, Poenari, Trestieni și Ulmi (reședința).

## Așezare
Comuna se află în extremitatea nordică a județului, pe malul drept al Dâmboviței, la limita cu județul Dâmbovița. Este străbătută de autostrada București-Pitești, pe care este deservită de o ieșire etichetată Bolintin Deal. Prin comună trece și șoseaua județeană DJ601E, care duce spre nord-est la Cosoba și spre sud la Bolintin Vale.

## Demografie
Componența etnică a comunei Ulmi
     Români (92,35%)
     Alte etnii (0,04%)
     Necunoscută (7,61%)
Componența confesională a comunei Ulmi
     Ortodocși (91,63%)
     Alte religii (0,46%)
     Necunoscută (7,92%)
Conform recensământului efectuat în 2021, populația comunei Ulmi se ridică la 7.869 de locuitori, în creștere față de recensământul anterior din 2011, când fuseseră înregistrați 7.818 locuitori. Majoritatea locuitorilor sunt români (92,35%), iar pentru 7,61% nu se cunoaște apartenența etnică. Din punct de vedere confesional, majoritatea locuitorilor sunt ortodocși (91,63%), iar pentru 7,92% nu se cunoaște apartenența confesională.

## Politică și administrație
Comuna Ulmi este administrată de un primar și un consiliu local compus din 15 consilieri. Primarul, Nicolae Petre[*], de la Partidul Social Democrat, este în funcție din 2012. Începând cu alegerile locale din 2024, consiliul local are următoarea componență pe partide politice:
|  | Partid                          | Consilieri | Componența Consiliului | Componența Consiliului | Componența Consiliului | Componența Consiliului | Componența Consiliului |
|  | ------------------------------- | ---------- | ---------------------- | ---------------------- | ---------------------- | ---------------------- | ---------------------- |
|  | Partidul Social Democrat        | 5          |                        |                        |                        |                        |                        |
|  | Uniunea Salvați România         | 3          |                        |                        |                        |                        |                        |
|  | Partidul Puterii Umaniste       | 3          |                        |                        |                        |                        |                        |
|  | Partidul Național Liberal       | 2          |                        |                        |                        |                        |                        |
|  | Alianța pentru Unirea Românilor | 2          |                        |                        |                        |                        |                        |

## Istorie
La sfârșitul secolului al XIX-lea, comuna purta numele de Poenari, făcea parte din plasa Sabarul a județului Ilfov și era formată din satele Bolintinu-Spiridon, Poenari-Enuță, Poenari-Florescu, Poenari-Moșteni și Ulmi-Ornești, având în total 1273 de locuitori ce trăiau în 276 de case. În comună existau două biserici (la Poenari-Enuță și la Ulmi-Ornești) și o școală, iar principalii proprietari de pământ erau N. Butculescu, T. Anastasescu, Poenărescu și G. Florescu. Anuarul Socec din 1925 consemnează comuna cu numele de Poenari-Ulmi, având aceeași alcătuire plus satul Ghionea. În 1931, satul Bolintinu-Spiridon a primit numele de Poenari-Spiridon.
În 1950, comuna a fost arondată raionului Răcari și apoi (după 1952) raionului Titu din regiunea București. În 1968, comuna a revenit la județul Ilfov, reînființat. Tot atunci, comuna a preluat satul Trestieni de la comuna Cosoba și satele Căscioarele și Drăgăneasca de la comuna Brezoaia; a fost desființat satul Spiridon (fost Poenari-Spiridon, comasat cu Moșteni); satele Tufeni și Enuța au fost comasate, formând satul Poenari; și comuna a luat numele de Ulmi. În 1981, o reorganizare administrativă regională a dus la transferarea comunei la județul Giurgiu.

## Monumente istorice
Două obiective din comuna Ulmi sunt incluse în lista monumentelor istorice din județul Giurgiu ca monumente de interes local, ambele fiind clasificate ca monumente de arhitectură: biserica „Sfântul Nicolae” (aprox. 1790) din centrul satului Poenari; și conacul Butculescu (1900). 